# Bentinckia condapanna
Bentinckia condapanna är en enhjärtbladig växtart som beskrevs av Berry och William Roxburgh. Bentinckia condapanna ingår i släktet Bentinckia och familjen Arecaceae. IUCN kategoriserar arten globalt som sårbar. Inga underarter finns listade i Catalogue of Life.

## Bildgalleri

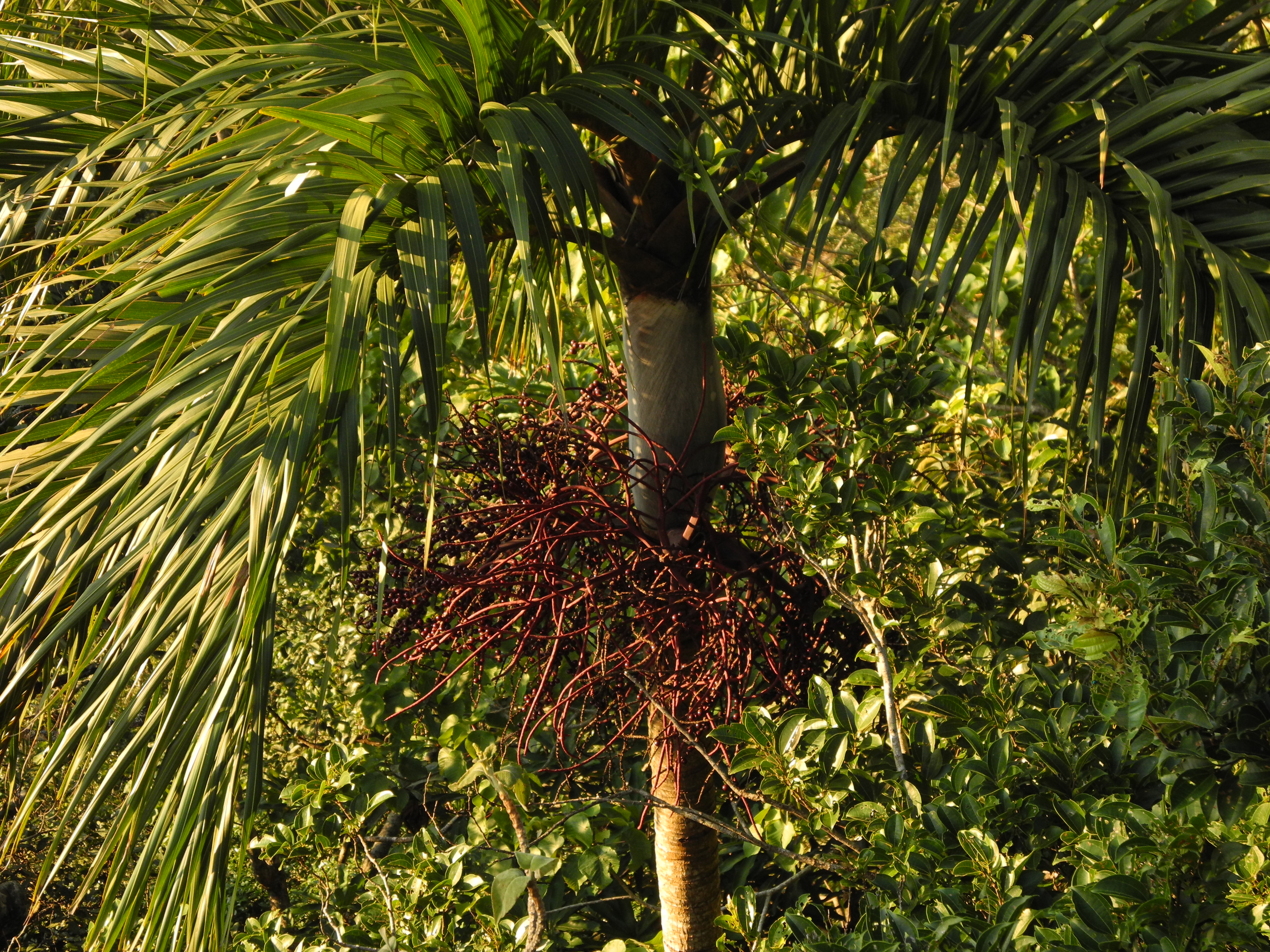